# Чемпионат Германии по баскетболу
Баскетбольная Бундеслига — профессиональная баскетбольная лига для баскетбольных клубов из Германии. Является высшим дивизионом в системе баскетбольных лиг Германии. В ней выступают 18 клубов.

## Участники 2021/2022
| Клуб                  | Город       | Арена                  | Вместимость |
| --------------------- | ----------- | ---------------------- | ----------- |
| Брозе                 | Бамберг     | Брозе Арена            | 6 150       |
| Меди Байройт          | Байройт     | Оберфранкенхалле       | 4 000       |
| Альба                 | Берлин      | Мерседес-Бенц Арена    | 14 500      |
| Телеком Баскетс       | Бонн        | Телеком Дом            | 6 000       |
| Лёвен Брауншвейг      | Брауншвейг  | Фольксваген Халле      | 6 600       |
| Найнерс Хемниц        | Хемниц      | Хемниц Арена           | 5 200       |
| Крайльсхайм Мерлинс   | Крайльсхайм | Арена Хохенлоэ         | 3 000       |
| Скайлайнерс           | Франкфурт   | Фрапорт Арена          | 5 002       |
| Гисен Фотисиксерс     | Гисен       | Шпортхалле Гисен-Ост   | 4 003       |
| Гёттинген             | Гёттинген   | Шпаркассен Арена       | 3 447       |
| Гамбург Тауэрс        | Гамбург     | Edel-optics.de Арена   | 3 400       |
| Ризен Людвигсбург     | Людвигсбург | МХПАрена               | 5 300       |
| Миттельдойчер         | Вайсенфельс | Штадтхалле Вайсенфельс | 3 000       |
| Бавария               | Мюнхен      | Ауди Дом               | 6 700       |
| Ольденбург            | Ольденбург  | Гросе ЭВЭ Арена        | 6 069       |
| Ратиофарм             | Ульм        | Ратиофарм Арена        | 6 000       |
| Академикс Гейдельберг | Гейдельберг | СНП Дом                | 5 000       |
| С.Оливер              | Вюрцбург    | С.Оливер Арена         | 3 140       |

## Чемпионы
- 2024. Бавария Мюнхен
- 2023. Ратиофарм
- 2022. Альба Берлин
- 2021. Альба Берлин
- 2020. Альба Берлин
- 2019. Бавария Мюнхен
- 2018. Бавария Мюнхен
- 2017. Брозе
- 2016. Брозе Баскетс
- 2015. Брозе Баскетс
- 2014. Бавария Мюнхен
- 2013. Брозе Баскетс
- 2012. Брозе Баскетс
- 2011. Брозе Баскетс
- 2010. Брозе Баскетс
- 2009. ЭВЭ Баскетс Ольденбург
- 2008. Альба Берлин
- 2007. Брозе Баскетс
- 2006. РайнЭнерги Кёльн
- 2005. Бамберг
- 2004. Опель Скайлайнерс Франкфурт
- 2003. Альба Берлин
- 2002. Альба Берлин
- 2001. Альба Берлин
- 2000. Альба Берлин
- 1999. Альба Берлин
- 1998. Альба Берлин
- 1997. Альба Берлин
- 1996. Байер Леверкузен
- 1995. Байер Леверкузен
- 1994. Байер Леверкузен
- 1993. Байер Леверкузен
- 1992. Байер Леверкузен
- 1991. Байер Леверкузен
- 1990. Байер Леверкузен
- 1989. Штайнер Байройт
- 1988. Сатурн Кёльн
- 1987. Сатурн Кёльн
- 1986. Байер Леверкузен
- 1985. Байер Леверкузен
- 1984. Гёттинген 1846
- 1983. Гёттинген 1846
- 1982. Сатурн Кёльн
- 1981. Сатурн Кёльн
- 1980. Гёттинген
- 1979. Леверкузен 04
- 1978. Гисен 1848
- 1977. УСК Хайдельберг
- 1976. Леверкузен 04
- 1975. Гисен 1848
- 1974. Хаген
- 1973. УСК Хайдельберг
- 1972. Леверкузен 04
- 1971. Леверкузен 04
- 1970. Леверкузен 04
- 1969. Оснабрюк
- 1968. Гисен 1848
- 1967. Гисен 1848
- 1966. УСК Хайдельберг
- 1965. Гисен 1848
- 1964. Алеманния Ахен
- 1963. Алеманния Ахен
- 1962. УСК Хайдельберг
- 1961. УСК Хайдельберг
- 1960. УСК Хайдельберг
- 1959. УСК Хайдельберг
- 1958. УСК Хайдельберг
- 1957. УСК Хайдельберг
- 1956. АТВ Дюссельдорф
- 1955. Бавария Мюнхен
- 1954. Бавария Мюнхен
- 1953. Турнербунд Хайдельберг
- 1952. Турнербунд Хайдельберг
- 1951. Турнербунд Хайдельберг
- 1950. Штутгарт-Дегерлох
- 1949. Швейбинг Мюнхен
- 1948. Турнербунд Хайдельберг
- 1947. Швабинг Мюнхен
- 1939. Шпандау Берлин
- 1938. Вюнсдорф
- 1937. Вюнсдорф